# Hallo Bay
Hallo Bay est une baie située en Alaska, dans le parc national et réserve de Katmai. Elle est un lieu prisé des ours bruns pour la nourriture qu'elle leur fournit et des humains pour l'observation des ours.
Timothy Treadwell se fait connaître en allant vivre auprès des grizzlis durant treize étés dans le parc naturel du Katmai, en particulier à Hallo Bay ; il en rapporte des documentaires décalés et controversés. Treadwell et sa compagne Amie Huguenardest meurent tués et dévorés par un ours en octobre. 